# Hans Schuster (Politiker)
Hans Schuster (* 28. Jänner 1866 in Mollmannsdorf; † 3. April 1950 in Niederrußbach) war ein österreichischer Politiker (SDAP) und Schulleiter. Er war 1921 Abgeordneter zum Landtag von Niederösterreich.
Schuster arbeitete als Lehrer und Schulleiter in Tiefenthal und rückte am 17. Februar 1921 für Marie Bock als Abgeordneter in den Niederösterreichischen Landtag nach, dem er bis zum Ende der Legislaturperiode am 11. Mai 1921 angehörte. Schuster war dabei im Zuge der Loslösung Wiens von Niederösterreich Teil der Kurie Niederösterreich Land.